# Данієль Джонсон (син)
Даніель Джонсон (син) (фр. Daniel Johnson, *24 грудня 1944, Монреаль) - квебекський політичний діяч, син видатного політика Даніеля Джонсона (старшого), брат П'єр-Марка Джонсона.
З 11 січня до 26 вересня 1994 очолював Ліберальну партію Квебеку і був Прем'єр-міністром. На хвилі незадоволення проектом компромісу щодо підписання Квебеком нової конституції Канади, програв вибори сувереністській Квебекській партії і залишив політику.